# Belgrano II
Belgrano II (Spanska: Base Belgrano II) är en argentinsk forskningsstation i Antarktis. Det är den sydligaste argentinska helårsbasen i Antarktis, och har en övernattningskapacitet på 21 personer. Stationen ligger vid Vahselbukta i Weddellhavet, innanför den sektor som utgör Argentinska Antarktis, dvs. Argentinas territoriella kravområde.
Den första Belgrano-stationen etablerades av General Hernan Pujato 1955. Den 5 februari 1979 öppnades Belgrano II som ersättning för den gamla stationen. En tredje station, Belgrano III var i drift under åren 1980-1984. 
Stationen har fått sitt namn efter den italiensk-argentinske ekonomen, advokaten, politikern och generalen Manuel Belgrano (1770–1820).